# Кочар, Геворг Барсегович
Геворг Барсегович Кочар (арм. Գևորգ Բարսեղի Քոչար, 1901—1973) — известный советский архитектор, заслуженный архитектор Армянской ССР, заслуженный деятель искусств Армянской ССР, член-корреспондент Академии строительства и архитектуры СССР.

## Биография
В 1918 году окончил Нерсесяновское училище в Тифлисе.
Член КПСС с 1927 года. В 1920—1926 годах учился в московском ВХУТЕМАСе, затем во ВХУТЕИНе, который окончил в 1929 году. Учился у И. В. Жолтовского, А. В. Щусева и братьев Весниных. В 1929 году стал одним из членов-учредителей ВОПРА. В том же году переехал в Ереван. С 1932 года член Союза архитекторов. В 1932—1937 годах преподавал в Ереванском политехническом институте им. Карла Маркса. Основатель и, в 1932—1937 годах, председатель правления Союза архитекторов Армении. С 1933 года возглавлял Государственный институт проектирования городов и гражданского строительства.
В 1932 году выполнил проект жилого района для рабочих завода им. Кирова (совместно с М. Мазманяном). В 1936 году в Ереване было построено здание универсального магазина, спроектированное Г. Кочаром совместно с А. Агороняном, О. Маркаряном и М. Мазманяном. Также по проекту Г. Кочара в Ереване было построено административное здание по улице Налбандяна (1935), кинотеатр «Москва» на 1400 мест (1936, совместно с Т. Ерканяном), комплекс общежитий студентов Зооветеринарного института (1933—1937), а также здание горсовета в Ленинакане (1932-1935). Совместно с К. Алабяном, А. Мордвиновым и В. Симбирцевым выполнил конкурсный проект Дворца Советов в Москве.
В 1938 году был репрессирован, сослан в Вологду, затем в Норильск. До 1954 года работал главным специалистом Проектной конторы Норильского горно-металлургического комбината. В 1955—1959 годах — главный архитектор Красноярска. С 1958 года — член-корреспондент Академии строительства и архитектуры СССР.
В 1960 году вернулся в Ереван. В 1960—1973 годах — главный архитектор института Ереванпроект. В 1960-х годах по его проектам были построены общежития студентов и жилые дома в районе Нор-Зейтун в Ереване, Дом творчества писателей на озере Севан, дом отдыха в Дилижане. 
Награждён орденом Трудового Красного Знамени и медалями. Заслуженный архитектор Армянской АССР (1968 год).

## Основные работы
В Норильске: жилые дома (1939), аэровокзал (1946), Дом связи (1946), административное здание (1950) и др.;
Генеральный план Дудинки (1952);
В Красноярске: гостиница «Север»; реконструкция Драматического театра имени А. С. Пушкина (1952—1953) и др.;
В Ереване: Клуб строителей (ныне Русский драмтеатр и Олимпийский комитет РА), кинотеатр «Москва», универмаг «Детский мир», винные подвалы треста «Арарат» (совместно с Исраеляном), административное здание на ул. Налбандяна.

## Галерея
- Москва (кинотеатр, Ереван)
- универмаг Детский мир
- Ереванский русский драматический театр имени Константина Станиславского
- Мемориальные надписи Тирану Ерканяну и Геворгу Кочару на здании кинотеатра «Москва»